# أحمد الغوالمي
أحمد الغوالمي (1920 - 6 ديسمبر 1996) هو شاعر جزائري، يعد من أهم شعراء الكلاسيكية كما يعتبر من رواد الشعر الحر.

## حياته ونشاته
ولد أحمد بن علي بن بوساحة بن حمو بن محمد في جنوب غرب مدينة ميلة سنة 1920، من أسرة متواضعة تمتهن الفلاحة، بدأ تعليمه في مدينة ميلة، حفظ القرآن الكريم في كُتابها على يد الشيخ الشريف مصباح وهو أحد أقاربه، ثم التحق بحلقات الدروس التي كان يلقيها مؤرخ الجزائر العلّامة مبارك الميلي، فأخذ عنه مبادئ اللغة وعلومها وكذا مبادئ العلوم الشرعية كالفقه بالإضافة إلى علم التاريخ.
خرج الغوالمي من ميلة سنة 1934، متجها إلى مدينة قسنطينة التي كانت محضن العمل الإصلاحي في الجزائر في ذلك الوقت، فالتحق بدروس الإمام عبد الحميد بن باديس، التي كان يلقيها في الجامع الأخضر بقسنطينة واستمر في ملازمته له طيلة ثلاث سنوات، وظل يتابع نشاطه فيما بعد وحتى كتاباته الشعرية يجد أثر الحركة الإصلاحية ظاهرا في ذلك، فاتجه إلى تونس ليلتحق جامعة الزيتونة وكان ذلك سنة 1937م لإكمال دراسته وتيسر له ذلك، حيث سجل في العام الدراسي 1938،حتى سنة 1941 وهي السنة التي تحصل فيها على شهادة التحصيل من جامع الزيتونة.

## مسيرته
بعد حصوله على الشهادة عاد إلى الجزائر، التحق بسلك التعليم كما هو شأن منتسبي الحركة الإصلاحية، اشتغل بالتعليم في مدارس جمعية العلماء المسلمين الجزائريين، لأنه رفض التوظيف في المؤسسات النظامية العامة التي كانت تشرف عليها الإدارة الاستعمارية.ولما تحصلت الجزائر على استقلالها سنة 1962م انخرط في سلك التعليم العام الذي صار تحت إشراف الجزائر المستقلة خلال عقدي الستينيات والسبعينيات، وعين أستاذا للغة العربية في الطور المتوسط، في مدينة قسنطينة. إلى أن أحيل على التقاعد سنة 1983م.
بدأ النشر في الجرائد التونسية حينما كان طالبا في تونس، ومن الجرائد التونسية التي كانت تنشر أشعاره: جريدة الأسبوع، جريدة الصريح، جريدة البيان، ولما عاد إلى الجزائر تعامل مع الصحافة الإصلاحية ونشر في جريدة الشعلة التي أسسها الأديب الشهير أحمد رضا حوحو، وجريدة البصائر لسان حال جمعية العلماء المسلمين الجزائريين. في عهد الاستقلال برز أحمد الغوالمي كقلم إعلامي من خلال انخراطه في الكتابة الصحفية في جريدة النصر، بعد تعريبها عام 1972م. والتي أتاحت له كتابة مقالات علمية وثقافية بعضها صار معتمدا في الدراسات النقدية لدى المهتمين بالنقد الأدبي. خاصة مقالاته عن الشعر الحر التي عنونها بـ:( رشحات على الشعر الحافي الخالي من الأوزان والقوافي). بعدها انتدب الغوالمي للتنشيط الثقافي في مديرية التربية بولاية قسنطينة، حتى إحالته على المعاش سنة 1983م. وقد احتفت به هذه الجريدة بأن أجرت معه حوارا مهما في عددها الصادر في 07 أكتوبر 1991م كان  بعنوان: سياب الجزائر عائد على سفينة الشعر. وأحسب أن ذلك آخر عهد له بالجريدة وبالعمل الصحفي. وبقي بقسنطينة إلى أن توفي ودفن بها  يوم 6 ديسمبر سنة 1996م.

## مؤلفاته
خلال مساره ترك لنا الغوالمي أعمالا أدبية وفكرية تتمثل في:

### ديوان شعري
يتضمّن أكثر من مائة وأحد عشر قصيدة، يتنازعها الإطاران العمودي والحر، يتوزع إنتاجه الشعري على النمطين العمودي والحر وذلك بنسبتين متفاوتتين جدًّا؛ حيث بلغ عدد القصائد العمودية 109 قصائد مقابل قصيدتين اثنتين حرّتين، إحداهما بعنوان: أنين و رجيع ، وهي قصيدة نالت حظا وافرا من اهتمامات النقاد، من الذين خصوها بذلك واسيني لعرج ففي دراسة له بعنوان: الشعر العربي في الربع الأخير من القرن العشري، قال بأن هذه القصيدة قيمتها تاريخية أكثر مما هي فنية مما يدل على تسخيره لملكته الشعرية لخدمة الوطن وقضايا الإصلاح عموما. وهذه النسب تعكس- بوضوح- ما صرّح به الشاعر حين أعلن في إحدى مقالاته ميله إلى الشكل الأول؛ أي الشعر العمودي. وهذا ما جعل الدكتور يوسف وغليسي في مقال له يصفه بالكلاسيكي المتجدد والحداثي المرتد. وهذا الديوان صدر في طبعة مزدوجة اللغة (الأصل العربي مع الترجمة الفرنسية) يحمل عنواناً فرنسياً: (قصائد من الجزائر) نشرته دار pub lisud بباريس عام 1999م. يتشكل هذا الديوان من قصائد كتبت في فترات زمنية مختلفة في الجزائر وتونس وتمتد على مسيرة أربعة عقود من الزمن بدأها في شبابه بتونس واستمرت حتى عقد الثمانينيات.

### سلسلة مقالات
بدأها في جريدة البصائر خلال عقد الخمسينيات، وفي الاستقلال أكمل مسيرة الكتابة في جريدة النصر خاصة خلال عقد السبعينيات، والمتصفح لمقالاته يجدها لم تشذ عن خط الكتابة الإصلاحية التي انتسب إلى مدرستها في شبابه من ذلك مقالاته اللغوية مثل:
- حول حرف الاستفهام جريدة البصائر سنة 1955م ـ
- تنوير التفكير وتجديد التعبير هدفان لتزويد العربية بالإثراء والتطوير. ـ
- رشحات على الشعر الحافي الخالي من الأوزان والقوافي.
- مبارك الميلي وتآليفه القيمة، مقال في حلقتين.
- رأي الميلي في الوحدة العربية.
- ابن باديس في ذكرى رحيله.
- ابن باديس السياسي المتفائل.
- البشير الإبراهيمي أمير البيان العربي بلا منازع، مقال من خمس حلقات.
- أحمد رضا حوحو والأدب الساخر في الجزائر، مقال من ثلاث حلقات.
- الطيب العقبي : كاتبا وشاعرا وصحفيا. مقال من عشر حلقات.
- العربي التبسي: شهيد الثورة الجزائرية. مقال من سبع حلقات.

### له في الكتابة الفلسفية .
- ما هي الفلسفة؟.
- الصحيفة البيضاء.